# Boris Papandopulo
Boris Papandopulo (født 25. februar 1906 i Bad Honnef, Tyskland, død 16. oktober 1991 i Zagreb, Kroatien) var en kroatisk komponist, dirigent og kritiker af græsk afstamning.
Papandopulo studerede komposition på Musikkonservatoriet i Zagreb, og direktion på Det Nye Musikkonservatorium i Wien.
Han har skrevet 5 symfonier, orkesterværker, kammermusik, koncertmusik, operaer, balletmusik, vokalmusik, og en vigtig sinfonietta for strygere (1938), som hører til et af hovedværkerne i kroatisk klassisk musik.
Papandopulo var dirigent for Zagreb Radio Symfoniorkester (1942-1945), og Zagreb Opera Orkester (1959-1968). Han var tillige musikkritiker på Zagreb Radio.

## Udvalgte værker
- Sinfonietta (1938) - for strygeorkester
- Symfoni nr. 1 (1930) - for orkester
- Symfoni nr. 2 (1946) - for orkester
- Symfoni nr. 3 "Ungdoms Symfoni" (1983) - for orkester
- Symfoni nr. 4 "Lille Symfoni" (1984) - for orkester
- Symfoni nr. 5 "Kammersymfoni" (1985) - for kammerorkester
- Slagtøjskoncert (1969) - for slagtøj of orkester
- "Hyldest til Bach" (1972) - for orkester